# Koyoharu Gotōge
Koyoharu Gotōge (吾峠 呼世晴, Gotōge Koyoharu, 5 maig de 1989) és una mangaka japonesa, coneguda per la sèrie de manga Guardians de la nit (2016–2020). Fins al febrer de 2021, el manga tenia més de 150 milions de còpies en circulació (incloent-hi còpies digitals), convertint-lo en el novè manga més venut de tots els temps.
Gotōge va ser inclosa com "Phenoms" a la llista anual de les 100 persones més influents de la revista Time, convertint-se en la primera artista de manga en rebre l'assoliment.

## Primers anys de vida
Gotōge va néixer a la prefectura de Fukuoka, Japó, el 5 de maig de 1989. L'autora manté l'anonimat en públic.

## Carrera
El 2013, Gotōge va debutar a la 70a edició dels Premis Manga Jump de Joves Talents amb l'obra one-shot Kagarigari (過狩り狩り). Posteriorment va publicar tres one-shots més: Monju Shirō Kyōdai (文殊史郎兄弟), publicat a Jump Next! el 2014; Rokkotsu-san (肋骨さん), publicat a Weekly Shōnen Jump el 2014; i Haeniwa no Zigzag (蠅庭のジグザグ), publicat a Weekly Shōnen Jump el 2015.
Després que Haeniwa no Zigzag no es convertís en sèrie, Tatsuhiko Katayama (el primer editor de Gotōge) va suggerir començar una sèrie amb una "trama fàcil d'entendre". El treball de debut de Gotōge, Kagarigari, serviria de base per a Guardians de la nit. La sèrie es va publicar al Weekly Shōnen Jump del 15 de febrer de 2016 al 18 de maig de 2020. Es va convertir en un èxit, amb més de 150 milions de còpies en circulació (incloses les còpies digitals) el febrer de 2021, la qual cosa la converteix en una de les sèries de manga més venudes de tots els temps.
El febrer de 2021, Gotōge va comentar que el seu proper projecte seria una història de comèdia romàntica de ciència-ficció.

## Influències
Gotōge ha esmentat JoJo's Bizarre Adventure d'Hirohiko Araki; Naruto de Masashi Kishimoto; Bleach de Tite Kubo i Gintama d'Hideaki Sorachi com a influències en el seu treball.

## Premis i honors
El 2020, Gotōge va rebre el 2n premi Noma Publishing Culture de Kodansha, que reconeix aquells que han contribuït a "reinventar l'edició". Gotōge va rebre el premi a causa de les vendes de la franquícia, que van impulsar tota la indústria editorial del 2019 al 2020. El mateix any, Gotōge també va guanyar el premi al millor guió/història original al Tokyo Anime Award Festival.
El febrer de 2021, Gotōge va ser inclosa com a "Phenoms" a la llista anual de les 100 persones més influents de la revista Time, convertint-se en el primer artista de manga (de qualsevol sexe) en rebre l'assoliment. El març de 2021, Gotōge va guanyar el Premi Nouvingut en la categoria de belles arts dels mitjans dels Premis de Recomendació de Belles Arts de 2020 del Ministeri d'Educació, Cultura, Esports, Ciència i Tecnologia. El 2021, Gotōge va rebre el Premi Especial del 25è Premi Cultural Tezuka Osamu anual. El 2021, Gotōge va guanyar el gran premi de la divisió de còmics dels 50th Japan Cartoonists Association Awards.

## Obres
- Kagarigari (過狩り狩り) (2013) — One-shot
- Monju Shirō Kyōdai (文殊史郎兄弟) (2014) — One-shot publicat a la revista de Shueisha Jump Next!
- Rokkotsu-san (肋骨さん) (2014) — One-shot publicat a la revista de Shueisha Weekly Shōnen Jump.
- Haeniwa no Zigzag (蠅庭のジグザグ) (2015) — One-shot publicat a la revista de Shueisha Weekly Shōnen Jump.
- Guardians de la nit (鬼滅の刃, Kimetsu no Yaiba) (2016–2020) — Serialitzada a la revista de Shueisha's Weekly Shōnen Jump, recopilat en 23 volums tankōbon.[24][25]
- Històries curtes de Koyoharu Gotōge (吾峠呼世晴短編集, Gotōge Koyoharu Tanpenshū) (2019) — Volum recopilatori dels quatre one-shots de Gotōge publicats per Shueisha.